# Západní Vněkarpatské sníženiny
Západní Vněkarpatské sníženiny jsou geomorfologická oblast v subprovincii Vněkarpatské sníženiny. Leží v severovýchodním Rakousku, na jižní, střední a severovýchodní Moravě, okrajově také zasahuje do českého Slezska. Nejvyšším bodem je rakouský Buschberg (491 m).
Člení se na následující geomorfologické celky:
- Weinviertler Hügelland (Buschberg – 491 m)
- Dyjsko-svratecký úval (Výhon – 356 m)
- Hornomoravský úval (Jelení vrch – 345 m)
- Moravská brána (bezejmenná kóta – 343 m)
- Vyškovská brána (Na hanácké – 339 m).